# Stade Le Canonnier
Stade Le Canonnier – stadion piłkarski, położony w mieście Mouscron, Belgia. Swoje mecze na tym obiekcie rozgrywa zespół Royal Excel Mouscron. Jego pojemność wynosi 11 300 miejsc, w tym 5600 miejsc stojących.